# 紅點同心黨
红点同心党（英語：Red Dot United）是新加坡的一个中間偏左的政党。 

## 历史与政治发展
2020年5月26日， 新加坡进步党前成员拉维·菲利蒙（Ravi Philemon）和李娟成以及其他政党的前成员向社团注册局提交了组成红点同心党的申请。 注册申请的平均处理时间为两个月，申请后三周于2020年6月15日获得了批准，这似乎是一个快速过程。 该党打算参加2020年新加坡大选 ， 并提出了一些候选人参加裕廊集选区的竞选。 

## 领导

### 历任秘书长
| 任 | 秘书长      | 任期开始      | 任期结束 |
| -- | ----------- | ------------- | -------- |
| 1  | 拉维·菲利蒙 | 2020年5月26日 | 在任     |

### 历任主席
| 任 | 主席   | 任期开始      | 任期结束      |
| -- | ------ | ------------- | ------------- |
| 1  | 李娟   | 2020年5月26日 | 2021年4月23日 |
| 2  | 符明俊 | 2021年4月23日 | 在任          |

## 竞选历史
| 選舉 | 總議席 | 候選人 | 自動當選 | 民選得票當選 | 落選 | 議席   | +/- | 得票   | 竞選得票比例 | 總得票比例 | 政府        | 党领导人 |
| 2020 | 93     | 5      | 0        | 0            | 5    | 0 / 93 | ━   | 31,191 | 25.38%       | data-sort-value="" style="background: var(--background-color-disabled-subtle,#ececec); color: var(--color-disabled,#2c2c2c); vertical-align: middle; font-size: smaller; text-align: center; " class="table-na skin-invert" \| No seats | 拉维·菲利蒙 |          |